# Lawson Robertson

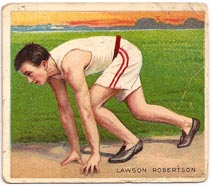
Cromo de Mecca Cigarette que representa a Lawson Robertson (1910)

Lawson N. Robertson (Aberdeen, 24 de septiembre de 1883 - Filadelfia, 22 de enero de 1951) fue un atleta estadounidense involucrado en diversas especialidades.
Participó en los Juegos Olímpicos de San Luis 1904, participando en carreras de 60 metros lisos, 100 metros lisos y salto de altura sin impulso, en esta última disciplina que ganó la medalla de bronce. En 1906 participó en los Juegos Olímpicos intercalados de Atenas en cinco especialidades diferentes y se llevó a casa la medalla de plata en salto de altura sin impulso (empatado con su compatriota Martin Sheridan y el belga Léon Dupont) y la medalla de bronce en el salto de longitud.
Él compitió en Londres 1908, pero sin llegar a ninguna final.